# Annika Mehlhorn
Annika Mehlhorn, née le 5 août 1983 à Cassel, est une nageuse allemande médaillée d'argent aux Championnats du monde 2001 sur le 200 m papillon après avoir été titrée sur cette mêmle épreuve aux Championnats d'Europe en petit bassin 2000. Elle participe aussi aux Jeux olympiques en 2004 à Athènes, terminant quatorzième du 200 m papillon.

## Palmarès

### Championnats du monde

#### En grand bassin
- Championnats du monde 2001 à Fukuoka (Japon) :
  -  Médaille d'argent au 200 m papillon

- Championnats du monde 2005 à Montréal (Canada) :
  -  Médaille de bronze au titre du relais 4 × 100 m quatre nages

- Championnats du monde 2009 à Rome (Italie) :
  -  Médaille de bronze au titre du relais 4 × 100 m quatre nages

### Championnats d'Europe

#### En grand bassin
- Championnats d'Europe 2002 à Berlin (Allemagne) :
  -  Médaille de bronze au 200 m papillon

- Championnats d'Europe 2006 à Budapest (Hongrie) : 
  -  Médaille d'argent au titre du relais 4 × 100 m quatre nages

#### En petit bassin
- Championnats d'Europe 1999 à Lisbonne (Portugal) : 
  -  Médaille d'argent au 100 m quatre nages

- Championnats d'Europe 2000 à Valence (Espagne) : 
  -  Médaille d'or au 200 m papillon
  -  Médaille d'argent au 100 m quatre nages
  -  Médaille d'argent au 400 m quatre nages

- Championnats d'Europe 2007 à Debrecen (Hongrie) : 
  -  Médaille d'argent d'or du relais 4 × 50 m nage libre
  -  Médaille de bronze au 200 m papillon